# Jánoshalma
Jánoshalma ist eine Kleinstadt mit gut 9000 Einwohnern (Stand 2011) im Süden Ungarns. Sie war bis Ende 2012 Verwaltungssitz des Kleingebiets Jánoshalma und ist seitdem Kreissitz des Kreises Jánoshalma, beide Gebiete im Komitat Bács-Kiskun gelegen.

## Geografische Lage

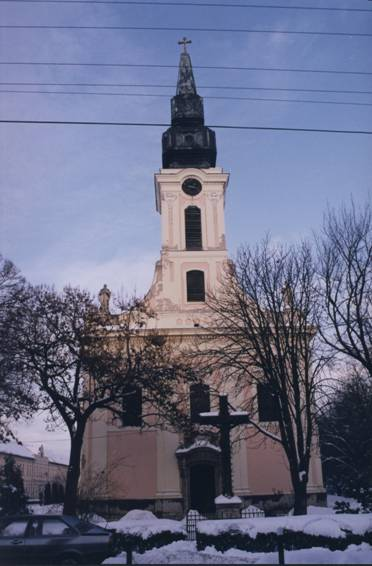
Katholische Kirche Szent Anna in Jánoshalma

Jánoshalma liegt etwa 30 km östlich der Donau in der Großen Ungarischen Tiefebene. Der Ort gehört zum ungarischen Teil der Batschka. Die Grenze zu Serbien ist im Südosten gut 20 km entfernt. Durch Jánoshalma führen die Straße und die Eisenbahnstrecke von Kiskunhalas nach Baja.

## Persönlichkeiten
- Adolf Ágai (1836–1916), ungarisch-jüdischer Autor und Journalist
- Máté Fenyvesi (1933–2022), Fußballer und Politiker